# Pelleas und Melisande (Suite)
„Pelléas und Mélisande“, op. 46 ist eine von Jean Sibelius komponierte Theatermusik zu dem gleichnamigen Schauspiel Pelléas et Mélisande von Maurice Maeterlinck aus dem Jahr 1892. Viele Komponisten haben dazu Musik geschrieben. Claude Debussy komponierte sogar eine fünfaktige Oper. Sibelius gab sich mit einer achtsätzigen, bzw. neunteiligen Orchestersuite zufrieden, die er 1905 komponierte.

## Sätze
- 1. Am Burgtor
- 2. Mélisande
- 3. Am Meeresstrand
- 4. Am Wunderborn im Park
- 5. Die drei blinden Schwestern
- 6. Pastorale
- 7. Mélisande am Spinnrad
- 8. Intermezzo
- 9. Mélisandes Tod

Im ersten Satz beginnen die Streicher mit einem kurzen, aber atmosphärisch intensiven Thema, das von den Holzbläsern aufgegriffen wird. Diese Einleitung wird beendet von herben Akkorden. Britische Fernsehzuschauer kennen diese Passage aus dem langlebigen monatlichen Astronomieprogramm der BBC The Sky at Night, präsentiert von Patrick Moore.
Dann wird im nächsten Satz die Figur Mélisande eingeführt mit einem charakteristischen musikalischem Motiv, das vom Englischhorn vorgetragen wird. Darauf folgt ein kurzes Intermezzo, gefolgt von dem Stück „Am Meeresstrand“, von dem Sibelius sagte, es könne bei Konzertaufführungen weggelassen werden (die Reihenfolge wird hin und wieder geändert).
Die Streicher präsentieren die dichte Klangfülle des vierten Satzes „Am Wunderborn im Park“, gefolgt von den „Blinden Schwestern“, in dem wieder das Solo des Englischhorns von monolithischen Harmonien des Orchesters beantwortet werden.
Der 6. Satz „Pastorale“ ist ausgelegt für Holzbläser und Streicher und bringt ausgesprochen subtile Kammermusik.
Der 7. Satz „Mélisande am Spinnrad“ ist ein vergleichsweise aufgeregtes Stück.
Nach dem lyrischen „Intermezzo“ endet mit „Mélisandes Tod“, dem weitaus längsten Stück, die tragische Liebesgeschichte.

## Besetzung
1 Flöte mit Piccoloflöte, 1 Oboe mit Englischhorn, 2 Klarinetten, 2 Fagotte, 2 Hörner, Pauken, große Trommel, Triangel, Streicher